# Moto Villa

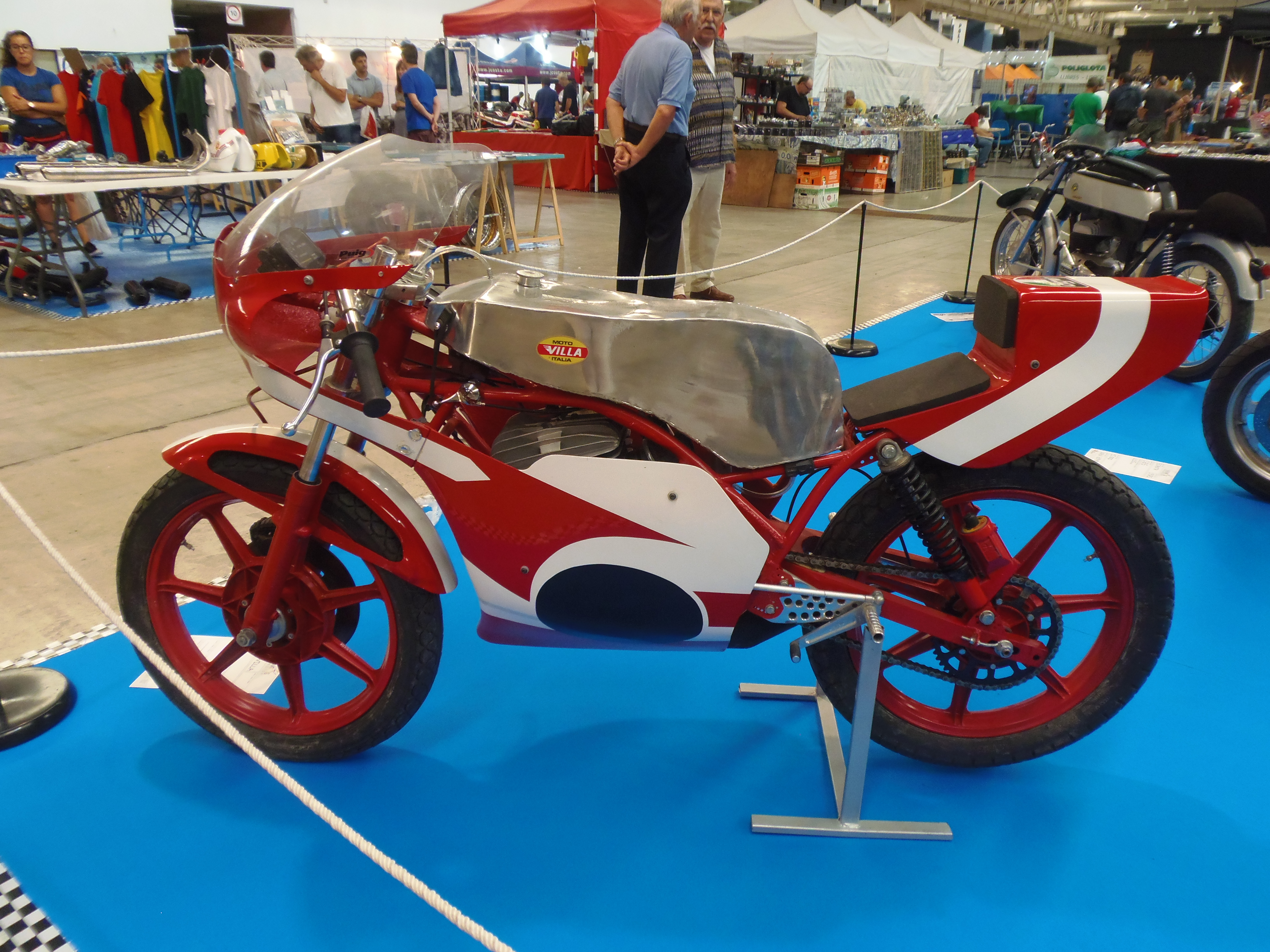
Moto Villa 125, 1982

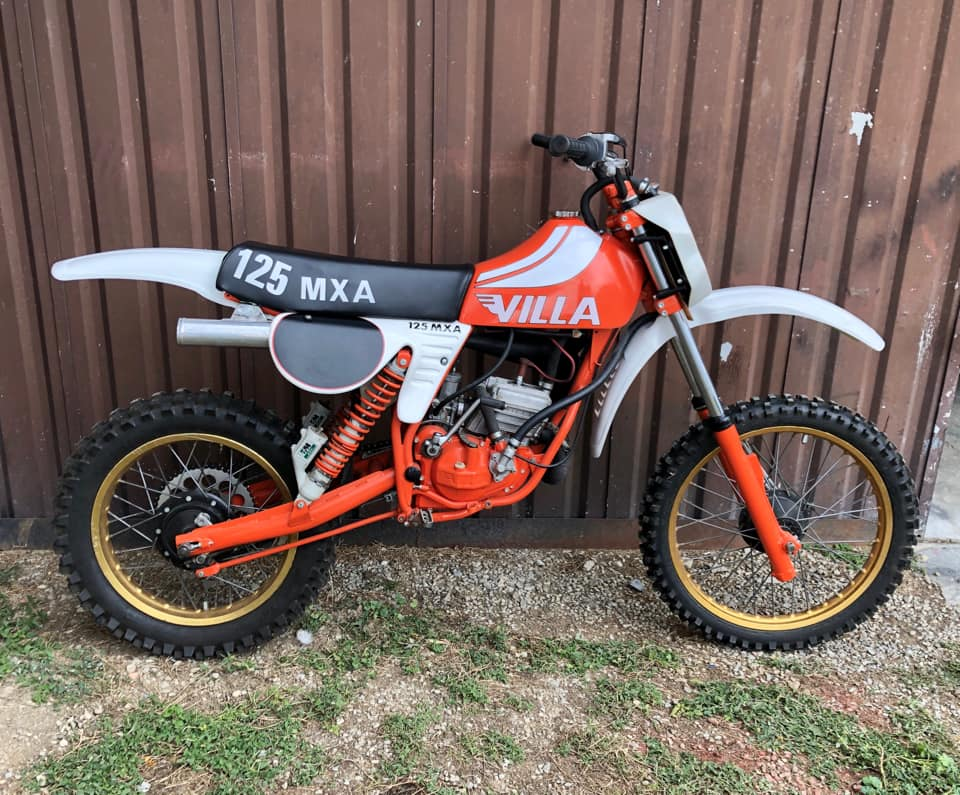
Moto Villa 125, 1974

Moto Villa is een historisch Italiaans merk van cross-, terrein- en wegracemotoren.
Moto Villa Francesco Villa, Modena, later Moto Villa, Monteveglio, Bologna en Pragatto de Crespellano, Bologna.
Italiaans merk van de beroemde coureur Francesco Villa, die zich - deels in samenwerking met Montesa - vanaf 1968 bezighield met de productie van zijn eigen motorfietsen.
Het ging voornamelijk om lichte crossers en wegracers. De eerste 125 cc wegrace tweetaktmotoren ontwikkelde hij in opdracht van Mondial, waarna hij voor zichzelf begon.